# Rue du Général-de-Gaulle (Le Faou)
La rue du Général-de-Gaulle est une voie de Le Faou, dans le département du Finistère (France).

## Situation et accès
Cette rue débute rue de la Grève et se termine place aux Foires.

## Origine du nom
Cette voie porte le nom du militaire, résistant, homme d'État et écrivain français Charles de Gaulle (1890-1970).

## Historique
Initialement dénommé « Grand Rue », cette voie reliait les entrées nord et sud de la cité, conduisant de l'église Saint-Sauveur et au port à l'autre extrémité de la ville. 
Le long de passage se concentraient les maisons de notables et de marchands, dont l'architecture permettait aux étages de déborder sans gêner la circulation. Toutefois la densité des maisons à pan de bois et aux étages en saillie, présentait des risques d'incendies. Ainsi à partir du XVIe siècle interdirent ce mode de construction. Toutefois, la tolérance  des autorités explique que Le Faou ait conservé jusqu'à la fin du XVIIIe siècle ses 150 maisons anciennes jusqu'à  ce que cela entre en contradiction avec les politiques de modernisation des axes routiers.
L'étroitesse de la  « Grand Rue » devenant alors un obstacle à la fluidité de la circulation, son élargissement est décidé en 1764. 
Le passage de Napoléon III dans la commune, en 1858, permis l'accélération des travaux. L'arrivée du chemin de fer, diminuant le trafic routier, épargna de plus nombreuses démolitions.
Elle prend le nom de « rue de la Mairie » avant de prendre sa dénomination actuelle après la libération de la France.

## Bâtiments remarquables et lieux de mémoire
- Église Saint-Sauveur du Faou
- no 1 : Maison du XVIe siècle[1].
- no 2 : Maison du XVIe siècle[2].
- no 4 : Maison du XVIe siècle[3].
- no 6 : Maison de commerçant du XVIe siècle[4].
- nos 22-24 : Maison du XVIe siècle
- no 30 : Maison du XVIe siècle
- no 32 : Maison du XVIe siècle
- no 33 : Maison du XVIe siècle
- no 35 : Maison du XVIe siècle
- no 36 : Maison du XVIe siècle
- no 39 : Maison attestée au XVIe siècle[5].
- no 44 : Maison du XVIe siècle qui sert successivement de relais de poste et d'auberge[6].
- no 46 : Maison du XVIe siècle
- no 48 : Maison du XVIe siècle
- no 50 : Maison vraisemblablement construite pour la famille L'Haridon dont les armoiries figurent, avec la date 1654, sur le linteau de la cheminée de l'étage[7].
- no 52 : Maison du XVIe siècle